# King Hassan II Tournament 1998
Das 2. King Hassan II Tournament fand am 27. und 29. Mai 1998 in der Stadt Casablanca im Lande Marokko statt und war ein Einladungsturnier für Fußball-Nationalmannschaften. Neben dem Gastgeber Marokko nahmen auch die Auswahlen aus England, Belgien und der Weltmeister aus Frankreich daran teil. Beim im Liga-Modus ausgetragenen Turnier trat jeder zweimal an. Ein Sieg im Elfmeterschießen brachte zwei Punkte, eine Niederlage einen.
Der Weltmeister setzte sich vor den punktgleichen Engländern durch und gewann das Tournament.

## Abschlusstabelle
| Pl. | Verein     | Sp. | S90 | SV | S11 | N | Tore | Diff. | Punkte |
| --- | ---------- | --- | --- | -- | --- | - | ---- | ----- | ------ |
| 1.  | Frankreich | 2   | 1   | 0  | 1   | 0 | 3:2  | +1    | 4      |
| 2.  | England    | 2   | 1   | 0  | 1   | 0 | 1:0  | +1    | 4      |
| 3.  | Marokko    | 2   | 0   | 1  | 0   | 1 | 2:3  | −1    | 2      |
| 4.  | Belgien    | 2   | 0   | 1  | 0   | 1 | 0:1  | −1    | 2      |

## Statistik
| Frankreich                                   | Frankreich | Belgien | Belgien |
| -------------------------------------------- | --- | --- | ------- |
| Frankreich                                   | \| 27. Mai 1998 in Casablanca (Stade Mohamed V) \| \| Ergebnis: 1:0 (0:0) \| \| Zuschauer: 80.000 \| \| Schiedsrichter: Mohamed Guezzaz ( Marokko) \|                                                                               | \| 27. Mai 1998 in Casablanca (Stade Mohamed V) \| \| Ergebnis: 1:0 (0:0) \| \| Zuschauer: 80.000 \| \| Schiedsrichter: Mohamed Guezzaz ( Marokko) \| | Belgien |
| Frankreich                                   | Fabien Barthez – Lilian Thuram, Laurent Blanc, Marcel Desailly, Bixente Lizarazu, Didier Deschamps, Emmanuel Petit, Zinédine Zidane, Robert Pirès (61. Thierry Henry), Youri Djorkaeff (46. Christophe Dugarry), Stéphane Guivarc’h | Filip De Wilde – Bertrand Crasson, Gordan Vidović, Philippe Léonard (73. Danny Boffin), Lorenzo Staelens, Franky van der Elst, Luís Oliveira, Philippe Clément (88. Eric Deflandre), Nico Van Kerckhoven (51. Eric van Meir), Luc Nilis (88. Mbo Mpenza), Marc Wilmots | Belgien |
| Frankreich                                   | 1:0 Zinédine Zidane (64.) | | Belgien |
| 27. Mai 1998 in Casablanca (Stade Mohamed V) | | |         |
| Ergebnis: 1:0 (0:0)                          | | |         |
| Zuschauer: 80.000                            | | |         |
| Schiedsrichter: Mohamed Guezzaz ( Marokko)   | | |         |

| Marokko                                      | Marokko | England | England |
| -------------------------------------------- | --- | --- | ------- |
| Marokko                                      | \| 27. Mai 1998 in Casablanca (Stade Mohamed V) \| \| Ergebnis: 0:1 (0:0) \| \| Zuschauer: 80.000 \| \| Schiedsrichter: Mourad Daami ( Tunesien) \| | \| 27. Mai 1998 in Casablanca (Stade Mohamed V) \| \| Ergebnis: 0:1 (0:0) \| \| Zuschauer: 80.000 \| \| Schiedsrichter: Mourad Daami ( Tunesien) \|                                           | England |
| Marokko                                      | Driss Benzekri – Abdelilah Saber, Youssef Rossi, Rachid Neqrouz, Abdelkerim El-Hadrioui, Said Chiba (63. Gharib Amzine), Tahar El Khalej, Youssef Chippo (79. Jamal Sellami), Salaheddine Bassir, Abderrahim Ouakili (73. Abdejalil Hadda), Rachid Rokki (73. Ali El Khattabi) | Tim Flowers – Martin Keown, Graeme Le Saux, Paul Ince, Sol Campbell, Gareth Southgate, Darren Anderton, Paul Gascoigne, Dublin (79. Les Ferdinand), Wrigh (26. Michael Owen), Steve McManaman | England |
| Marokko                                      | 0:1 Michael Owen (59.) | | England |
| 27. Mai 1998 in Casablanca (Stade Mohamed V) | | |         |
| Ergebnis: 0:1 (0:0)                          | | |         |
| Zuschauer: 80.000                            | | |         |
| Schiedsrichter: Mourad Daami ( Tunesien)     | | |         |

| Belgien                                         | Belgien | England | England |
| ----------------------------------------------- | --- | --- | ------- |
| Belgien                                         | \| 29. Mai 1998 in Casablanca (Stade Mohamed V) \| \| Ergebnis: 0:0, 4:3 i. E. \| \| Zuschauer: 25.000 \| \| Schiedsrichter: Abderrahim El Arjoun ( Marokko) \|                                                  | \| 29. Mai 1998 in Casablanca (Stade Mohamed V) \| \| Ergebnis: 0:0, 4:3 i. E. \| \| Zuschauer: 25.000 \| \| Schiedsrichter: Abderrahim El Arjoun ( Marokko) \|                                                                | England |
| Belgien                                         | Philippe van de Walle – Eric Deflandre, Eric van Meir, Mike Verstraeten, Vital Borkelmans, Glen de Boeck, Gert Verheyen (62. Crasson), Emile Mpenza, Michaël Goossens (45. Mbo Mpenza), Enzo Scifo, Danny Boffin | Nigel Martyn – Gary Neville (45. Rio Ferdinand), Phil Neville (45. Michael Owen), Nicky Butt, Sol Campbell (76. Dublin), Martin Keown, Rob Lee, Paul Gascoigne (50. David Beckham), Les Ferdinand, Paul Merson, Graeme Le Saux | England |
| Belgien                                         | Elfmeterschießen | | England |
| Belgien                                         | ? | ? | England |
| 29. Mai 1998 in Casablanca (Stade Mohamed V)    | | |         |
| Ergebnis: 0:0, 4:3 i. E.                        | | |         |
| Zuschauer: 25.000                               | | |         |
| Schiedsrichter: Abderrahim El Arjoun ( Marokko) | | |         |

| Marokko                                      | Marokko | Frankreich | Frankreich |
| -------------------------------------------- | --- | --- | ---------- |
| Marokko                                      | \| 29. Mai 1998 in Casablanca (Stade Mohamed V) \| \| Ergebnis: 2:2 (1:1), 6:5 i. E. \| \| Zuschauer: 65.000 \| \| Schiedsrichter: Idrissa Seck ( Senegal) \|                                                                        | \| 29. Mai 1998 in Casablanca (Stade Mohamed V) \| \| Ergebnis: 2:2 (1:1), 6:5 i. E. \| \| Zuschauer: 65.000 \| \| Schiedsrichter: Idrissa Seck ( Senegal) \| | Frankreich |
| Marokko                                      | Abdelkader El Brazi – Lahcen Abrami, Youssef Rossi, Smahi Triki, Abdelkerim El-Hadrioui, Rachid Azzouzi, Gharib Amzine, Youssef Chippo (67. Abdelilah Saber), Said Chiba, Salaheddine Bassir (77. Ali El Khattabi), Abdeljalil Hadda | Bernard Lama – Vincent Candela, Laurent Blanc, Frank Leboeuf, Didier Deschamps (46. Patrick Vieira), Zinédine Zidane (63. Youri Djorkaeff), Alain Boghossian, Christian Karembeu, Christophe Dugarry (68. David Trezeguet), Thierry Henry, Bernard Diomède (76. Robert Pires) | Frankreich |
| Marokko                                      | 1:0 Salaheddine Bassir (9.) 2:1 Salaheddine Bassir (64.) | 1:1 Laurent Blanc (24.) 2:2 Youri Djorkaeff (74.) | Frankreich |
| Marokko                                      | Elfmeterschießen | | Frankreich |
| Marokko                                      | ? | ? | Frankreich |
| 29. Mai 1998 in Casablanca (Stade Mohamed V) | | |            |
| Ergebnis: 2:2 (1:1), 6:5 i. E.               | | |            |
| Zuschauer: 65.000                            | | |            |
| Schiedsrichter: Idrissa Seck ( Senegal)      | | |            |